# Afroscoparia
Afroscoparia is een geslacht van vlinders van de familie grasmotten (Crambidae).

## Soorten
- A. australis Nuss, 2003
- A. contemptalis (Walker, 1866)
- A. malutiensis Maes, 2004